# Калдаш-де-Сан-Жорже
Ка́лдаш-де-Сан-Жо́рже (порт. Caldas de São Jorge; МФА: [ˈkaɫ.dɐʒ dɨ ˈsɐ̃w ˈʒoɾ.ʒɨ]) — колишня парафія в Португалії, в муніципалітеті Санта-Марія-да-Фейра. Перебувала у складі округу Авейру.  Входила до регіону Північ. За старим адміністративним поділом, що був чинним до 1976 року, територія парафії належала провінції Берегове Дору.  Ліквідована 28 січня 2013 року. Увійшла до складу парафії Калдаш-де-Сан-Жорже і Піжейруш. Площа парафії — 5,57 км², населення — 2716 ос. (2011), густота населення — 487,61 осіб/км²
. Патрон — святий Юрій. Поштовий індекс — 4520. Код  — 010927.

## Географія

Санта-Марія-да-Фейра (2013)
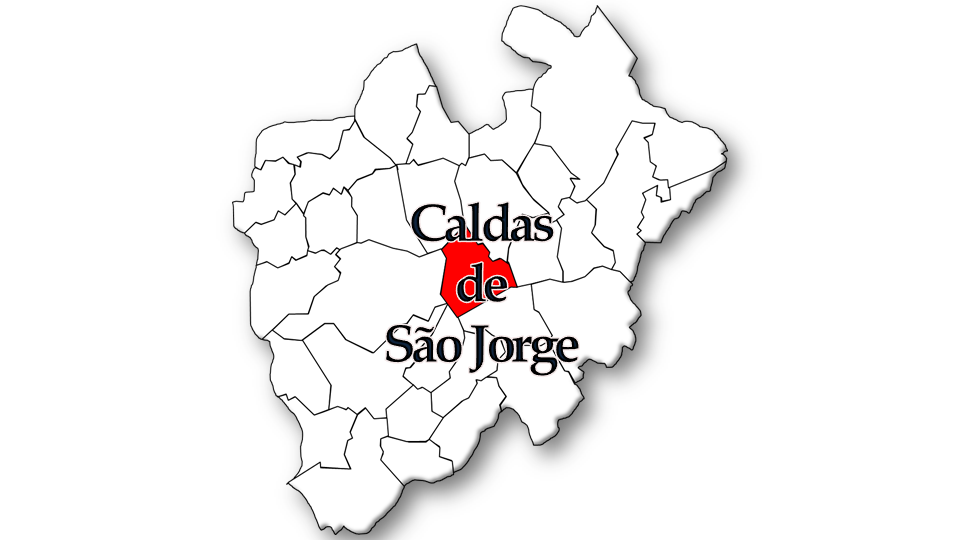
Калдаш-де-Сан-Жорже

## Населення
| Кількість мешканців | Кількість мешканців | Кількість мешканців | Кількість мешканців | Кількість мешканців | Кількість мешканців | Кількість мешканців | Кількість мешканців | Кількість мешканців | Кількість мешканців | Кількість мешканців | Кількість мешканців | Кількість мешканців | Кількість мешканців | Кількість мешканців |
| ------------------- | ------------------- | ------------------- | ------------------- | ------------------- | ------------------- | ------------------- | ------------------- | ------------------- | ------------------- | ------------------- | ------------------- | ------------------- | ------------------- | ------------------- |
| 1864                | 1878                | 1890                | 1900                | 1911                | 1920                | 1930                | 1940                | 1950                | 1960                | 1970                | 1981                | 1991                | 2001                | 2011                |
| 596                 | 658                 | 751                 | 765                 | 894                 | 972                 | 1 154               | 1 360               | 1 613               | 1 739               | 1 833               | 2 205               | 2 199               | 2 728               | 2 716               |